# Walter Bowne
Walter Bowne, född 26 september 1770 i Flushing i Queens County i delstaten New York, död 31 augusti 1846 i Queens County i delstaten New York, var en amerikansk politiker. Han var New Yorks borgmästare 1829–1833.
Bowne efterträdde 1829 William Paulding som borgmästare och efterträddes 1833 av Gideon Lee. Bowne Park i Flushing i den nuvarande New York-stadsdelen Queens har uppkallats efter honom. Parken finns på platsen där Bownes sommarresidens låg på den tiden som han var borgmästare i staden New York och Queens var enbart ett county och Flushing var en separat kommun i Queens County.